# Peremartoni Krisztina
Peremartoni Krisztina (születési neve: P. Nagy Krisztina, ahol a P. a peremartoni nemesi előnév rövidítése, amit művésznévként vett fel) (Veszprém, 1956. május 20. –) Jászai Mari-díjas magyar színésznő.

## Életpályája
1978-ban végzett a Színház- és Filmművészeti Főiskolán.
1978 és 1981 között a Vígszínház színésze volt. 1981-1982 között a Népszínházban lépett fel. 1982-től 1989-ig a Nemzeti Színház tagja volt, ahonnan Csiszár Imre bocsátotta el. 1989-1990 között a nyíregyházi Móricz Zsigmond Színház művésznője volt. 1990-1991 között a Pécsi Nemzeti Színházban szerepelt. Utolsó bemutatója 1997. november 21-én volt.
Közel 20 évig élt Amerikában, és a világ több pontján, majd a 2020-as évek elején visszaköltözött Magyarországra. Később a Városmajori Szabadtéri Színpad művészeti tanácsadója lett.
2019. októberében a Thália Színház télikertjében fotókiállítása nyílt, amelynek a fővédnöke Keleti Éva volt.

## Magánélete
Szülei P. Nagy Sándor (1921–2019) vegyészmérnök és dr. Jónás Klára (1926–1995) vegyészmérnök. Veszprémben járt általános iskolába. 1968-tól a  Bakony Vegyész kézilabda csapatának leigazolt játékosa. Első férje Maracskó Tibor olimpiai ezüst- és bronzérmes világbajnok magyar öttusázó, akitől egy fia született, Maracskó András.
Második férje amerikai volt, de elváltak, 2000 óta az Egyesült Államokban élt, majd több mint 20 év után visszaköltözött Magyarországra.

## Színházi szerepei
A Színházi adattárban regisztrált bemutatóinak száma: 62. Ugyanitt harminchét színházi fotón is látható.
- Kesey: Kakukkfészek....Flinn nővér
- Gogol: Háztűznéző....Agafja Tyihonov
- Fejes Endre: Jó estét nyár, jó estét szerelem....Gyümölcsárus lány
- Lope de Vega: Valencia bolondjai....
- Dosztojevszkij: Bűn és bűnhődés....
- Déry Tibor: A talpsimogató....Ilus
- Dóczy Lajos: Csók....Maritta
- Molnár Ferenc: Az üvegcipő....Keczeli Ilona
- Gombrowicz: Operett....Albertina
- Örkény István: Pisti a vérzivatarban....EGY FIATAL NŐ
- Örkény-Valló: In memoriam Ö.I....
- Fejes Endre: Rozsdatemető....Reich Kató
- Lope de Vega: Sevilla csillaga....Estrella
- Gyurkovics Tibor: Isten bokrétája....Lázár Mari
- Csukás István: Ágacska....Ágacska
- Munkácsi Miklós: A briliánsok szombatja....Margó
- De Filippo: Ezek a kísértetek!....Mária
- Cormon-D'Ennery: A két árva....Louise
- Carlo Goldoni: A kávéház....Lisaura
- Tímár-Csukás: Kék öböl....Sutyi
- William Shakespeare: Rómeó és Júlia....Júlia
- Tóth Ede: A falu rossza....Bátki Tercsi
- Shaw: A szerelem ára....Blanche
- William Shakespeare: János király....Kasztíliai Blanka
- Molière: Tartuffe....Marianne
- Arisztophanész: A nők diadala....Myrhene
- Szigeti József: A vén bakancsos és fia a huszár....Ilon
- Szörényi-Bródy: István, a király....Picur
- William Shakespeare: II. Richárd....Királyné
- Páskándi Géza: Átkozottak....Báthory Anna
- Faragó Zsuzsa: Csodák és furcsaságok....
- Csokonai Vitéz Mihály: Karnyóné szerelme....Boris
- Molière: Tudós nők....Mari
- Gábor Andor: Dollárpapa....Gizi
- Shepard: Flekken, avagy Ikarosz mamája....Jill
- Brecht: Kurázsi mama és gyermekei....Kurázsi mama
- Ionesco: Rinocéroszok....Daisy
- Csehov: Ivanov....Anna Petrovna
- Márai Sándor: Kaland....Anna
- Shaffer: Vígjáték sötétben....Miss Furnival
- Csehov: Cseresznyéskert....Varja
- Carlo Goldoni: Csetepaté Chioggiában....Pasqua
- Páskándi Géza: Tornyot választok....Somlyai Báthory Zsófia
- Mikszáth Kálmán: A Noszty fiú esete Tóth Marival....Vilma
- William Shakespeare: Macbeth....Lady Macbeth udvarhölgye
- Ayckbourn: Hálószobakomédia....Kate
- Illyés Gyula: Különc....Orczy Istvánné
- Pap Károly: Szent színpad avagy színház az egész világ....Katalin
- Dunai Ferenc: Párhuzamos pofonok....Vali
- Wyspiański: Menyegző....Rachel
- Csehov: Három nővér...Natasa
- Bodolay Géza: Lenni vagy nem lenni....Magdika
- Spiró György: Ahogy tetszik....Nej
- Aiszkhülosz: Leláncolt Prométheusz....Karvezető
- Euripidész: Médeia....Karvezető
- Fierstein: Elvarratlan szálak....Marion
- William Shakespeare: Tévedések vígjátéka....Luciana
- Csehov: Apátlanul....Anna Petrovna

## Filmjei

### Játékfilmek
- Égigérő fű (1979)
- Ki beszél itt szerelemről? (1979)
- A svéd, akinek nyoma veszett (1980)
- Képvadászok (1985)
- Eszterlánc (1985)
- A verseny (1987)

### Tévéfilmek
- Károly és a sült pulykák
- Dániel (1978)
- Bolond Istók (1978)
- Cseresznyéskert (1978)
- Ítélet nélkül (1978)
- Talpsimogató (1978)
- A fürdőigazgató (1978)
- Periférián (1978)
- A nagy ékszerész (1978)[14]
- Ingyenélők (1979)
- Az ezernevű leány (1979)
- IV. Henrik király (1979)
- Téglafal mögött (1979)
- Vendéglátás (1980)
- Öt dudás visszatér (1980)
- Vihar a lombikban (1980) (1985-ben adták le)
- Családi kör (1981)
- Atomzsarolás (1982)
- Pesti emberek (1982)
- Mint oldott kéve (1983)
- Torta az égen (1983)
- Ágacska (1984)
- Barbárok (1987)
- A fazék (1988)
- Fagylalt, tölcsér nélkül (1989)
- Haláli történetek (1991)
- Família Kft. (1991)
- Csetepaté Chioggiában (1993)

## Szinkronszerepei
- A farm, ahol élünk: Caroline Quiner Holbrook Ingalls - Karen Grassle
- A francia forradalom: Gabrielle Danton - Marianne Basler
- A tábornok éjszakája: Ulrike von Seydlitz-Gabler - Joanna Pettet
- Felejtsd el Párizst!: Liz - Cynthia Stevenson
- Jákob lajtorjája: Sarah - Patricia Kalember
- Lázadás a Bountyn: Maimiti - Tarita
- Szoba Párizsban: Joan McLaine - Joanna Shimkus

## Díjak
- Ifjúsági díj (1983)
- Rajz János-díj (1992, 1996)
- Jászai Mari-díj (1997)